# Konzervativizam u SAD-u
Konzervativizam u Sjedinjenim Američkim Državama, zbog posebnosti i pojedinih obilježja poznat i kao američki konzervativizam predstavlja oblik konzervativne misli svojstven za Sjedinjene Američke Države zbog snažnog naglaska na američke i judeo-kršćanske vrijednosti te republikanizam i individualizam. Za američki konzervativizam svojstveno je i snažno zalaganje za slobodno tržište, slobodno poduzetništvo, smanjivanje državnog aparata i ostvarivanje prava na posjedovanje oružja u vidu samoobrane, nasuprot zalaganjima modernog liberalnog pokreta za povećanjem državnog aparata u vidu ostvarivanja države blagostanja s velikim socijalnim davanjima te oporezivanja tržišta.
Američki konzervativci kao glavne prijetnje stabilnosti i opstojnosti američkog društva navode moralni relativizam, socijalizam i državni autoritarizam stavljajući slobode pojedinaca iznad svih sloboda, ali u istu razinu s obvezama svakoga pojedinca prema drugim pojedincima i državi. Svoje djelovanje temelje na Ustavu SAD-a i Povelji o neovisnosti te učenjima Očeva osnivača nacije (George Washington, Thomas Jefferson i dr., zbirno nazivani Founding fathers), ali i klasičnoj liberalnoj tradiciji 18. i 19. stoljeća koja je utjecala na oblikovanje gospodarskih politika. Konzervativizam je odigrao ključnu ulogu u američkoj politici nakon stjecanja neovisnosti, posebice u vidu borbe protiv ropstva (Abraham Lincoln), te u organiziranom intelektualnom pokretu od kraja Drugog svjetskog rata do suvremenog doba.
Među konzervativnim ličnostima ističu se predsjednici SAD-a Dwight Eisenhower, Gerald Ford, Ronald Reagan, George H. W. Bush, George W. Bush i Donald Trump, diplomat Henry Kissinger, diplomatkinja Jeane Kirkpatrick, mislilac Russell Kirk i brojni drugi. Konzervativizam se češće povezuju uz Republikance, iako se često navodi primjer predsjednika Johna Kennedyja koji je, iako Demokrat, svojom politikom baštinio konzervativne vrijednosti.
Tradicionalni konzervativci okupljeni su oko učenja Edmunda Burkea te vrijednosti Očeva osnivača, a s društvenim (socijalnim) konzervativizmom povezuje ih baštinjenje judeo-kršćanskih vrijednosti. Od značajnijih grana, veći odjek imaju libertarijanska struja, sklonija federalizmu te neokonzervativizam, nastao nakon Drugog svjetskog rata, a koji su zastupali predsjednici poput Reagana te u suvremeno doba djelomično i predsjednik Donald Trump. Paleokonzervativstički pokret nastao je u 1980-ima te ga obilježava zalaganje za politiku izolacionizma i neuplitanja u međunarodne sukobe.

## Vanjske poveznice
- Korijeni modernog američkog konzervativnog pokreta The Heritage Foundation
- Bibliografija američkog konzervativizma Knjige, rasprave, radovi, članci s temom konzervativizma u SAD-u